# Kuwana
Kuwana (japanska: 桑名市  ?, Kuwana-shi) är en stad i Mie prefektur i Japan. Staden fick stadsrättigheter 1937. 
Staden ligger cirka 30 km väster om Nagoya.